# 14 Arietis
Désignations
14 Arietis (en abrégé 14 Ari) est une étoile binaire probable de la constellation zodiacale du Bélier. Elle est visible à l'œil nu et sa magnitude apparente est de 4,98. L'étoile présente une parallaxe annuelle de 11,30 mas telle que mesurée par le satellite Hipparcos, ce qui permet d'en déduire qu'elle est distante d'approximativement ∼ 290 a.l. (∼ 88,9 pc) de la Terre.
14 Arietis est probablement une binaire astrométrique. Sa composante visible est classée comme une étoile géante jaune-blanc de type spectral F2 III, dont l'âge est estimé à 740 millions d'années. Sa masse est 2,25 fois supérieure à celle du Soleil et son rayon est quatre fois plus grand que le rayon solaire. L'étoile est 32 fois plus lumineuse que le Soleil et sa température de surface est de 6 761 K.
Elle tourne rapidement sur elle-même à une vitesse de rotation projetée de 140 km/s. Cela donne à l'étoile une forme aplatie avec un bourrelet équatorial qu'on estime être 24 % plus grand que son rayon polaire.